# Skonseng Station
Skonseng Station (Skonseng stasjon) er en jernbanestation på Nordlandsbanen, der ligger ved bygden Skonseng i Rana kommune i Norge. Stationen består af krydsningsspor, en perron ved det ene spor med et læskur og en stationsbygning i rødmalet træ. Stationen er periodevist bemandet af hensyn til trafikafviklingen, men der er ikke billetsalg.
Skonseng fik oprindeligt skinner, da industribanen Dunderlandsbanen mellem Gullsmedvik og Storforshei åbnede 1. november 1904. 20. marts 1942 kom Nordlandsbanen til Mo i Rana nær Gullsmedvik. NSB ønskede oprindeligt at det næste stykke af banen skulle anlægges uafhængigt af Dunderlandsbanen. Den tyske besættelsesmagt, der herskede på det tidspunkt, havde imidlertid travlt med at komme nordpå, og Dunderlandsbanen blev derfor beslaglagt og for størstedelens vedkommende indlemmet i Nordlandsbanen. Det skete i praksis med virkning fra 15. maj 1942, hvor Skonseng Station samtidig blev åbnet.
Oprindeligt lå stationen ved 511,99 km, men den blev flyttet til 512,65 km 20. oktober 1955. Den blev nedgraderet til trinbræt 19. juli 1959, og 27. maj 1962 blev betjeningen med persontog indstillet. Skonseng blev atter opgraderet til station 29. maj 1983 af hensyn til trafikafviklingen, men først fra 2005 blev den igen betjent af persontog.
Den første stationsbygning var en provisorisk bygning, der blev opført mellem 1941 og 1945, og som senere blev revet ned. Den anden og nuværende stationsbygning blev opført i 1953 efter tegninger af Torstein Winjum fra NSB Arkitektkontor. Den toetages bygning er opført i bindingsværk og rummede oprindeligt ekspedition og tjenestebolig, mens en enetages tilbygning fungerede som pakhus.